# Magliano (Carmiano)
Magliano (Magghianu, più frequentemente Majanu in dialetto salentino), detta anche Magliano di Lecce, è l'unica frazione di Carmiano in provincia di Lecce, sita a circa 2 km a sud-est del capoluogo comunale.

## Origini del nome
L'origine ed il significato del nome di Magliano deriva, come altri attuali toponimi di paesi e fondi rurali, dal nome del centurione romano (Manlio) che aveva avuto assegnato il territorio all'epoca della colonizzazione romana del salento nel II secolo a.C.

## Storia
L'araldo cittadino è rappresentato da uno scudo sul quale è raffigurato un ramoscello di ciliegio, presente in vaste zone del territorio all'epoca della fondazione, e cinque maglie o anelli di catena. Le cinque maglie della catena, da cui si deduce la derivazione del nome Magliano, rappresentano i cinque casali esistenti nell'XI secolo, quando i Normanni decisero di istituire gli stemmi.
Magliano è situato nel centro della "Valle della Cupa" una vallata quasi tutta pianeggiante di origine carsica, che presenta terreni fertili destinati a vigneto e seminativo, facilità d'accesso alla falda acquifera, presenza di banchi argillosi e abbondanza di calcarenite (tufo). Il paese era fino a qualche decennio fa un borgo prettamente agricolo, nelle cui campagne le famiglie signorili leccesi passavano le estati, in ricche residenze immerse nel verde. Nel territorio vi sono ancora casini e palazzetti, molti dei quali nuovamente abitati.

## Monumenti e luoghi d'interesse

### Chiesa vecchia della Madonna Assunta
L'edificio, viene descritto per la prima volta nella visita pastorale del 1640. La fabbrica era di modeste dimensione, ad unica navata con copertura a volta. Nel 1754 fu ampliata con l'aggiunta di altri vani, per assumere poi l'attuale forma quasi regolare di croce latina nella metà dell'Ottocento. L'ultima modifica risale al 1957-1958, quando il parroco don Antonio Leopoldo, ad un anno dalla sua nomina, la resa più spaziosa con la riduzione del numero degli altari a tre e la costruzione del salone parrocchiale, della sagrestia e dell'archivio.
Nulla rimane dell'originaria struttura, fatta eccezione del campanile realizzato con conci di calcarenite (tufo). L'interno ospita alcuni altari, di cui i più rilevanti artisticamente sono quelli del transetto costruiti, in pietra leccese, della Madonna del Rosario e del Sacro Cuore di Gesù.
La chiesa ha perso la funzione di parrocchiale dopo la costruzione della nuova chiesa Maria Santissima Assunta, ultimata nel 2000.

### Cappella Madonna del Carmine
La cappella è una costruzione del 1880 dedicata sin dall'origine alla Madonna del Carmine. L'interno, ad aula unica, presenta un solo altare sul quale è posizionata la statua della Vergine del Carmelo. Inoltre sono presenti le statue di San Francesco d'Assisi e di Sant'Antonio abate, quest'ultima realizzata in pietra leccese colorata. Sul semplice prospetto fu impiantato nel 1891 un orologio pubblico.
Nell'area circostante il luogo di culto, il 17 gennaio giorno della festività di Sant'Antonio abate, è tradizione accendere un falò.

### Chiesa della Madonna del Bosco
Sorge fuori dall'abitato di Magliano, nella località anticamente denominata Contrada Bosco. La prima costruzione, sorta nel luogo dove fu rinvenuta da un contadino, un'antica immagine della Madonna col Bambino, affresco della Scuola basiliana, risale alla metà del Seicento e viene descritta nella visita pastorale di mons. Pappacoda del 1648 in cui si riporta che è sita in luogo campestre sulla strada che "da Carmiano conduce a Lecce". Nel 1870 un fortissimo uragano fece crollare completamente la chiesetta, risparmiando solo la famosa immagine e l'altare barocco in pietra leccese. I maglianesi, solidali con il parroco di allora don Luigi Paladini, ricostruirono nello stesso anno una seconda cappella nel medesimo posto permettendo di continuare la tradizione di fede ultracentenaria verso la Madonna. Nel 1967 l'edificio cominciò a presentare gravi lesioni per cui fu demolito e ricostruito, grazie alla generosità dei fedeli, sullo stesso posto, su progetto del concittadino ing. Eugenio Cagnazzo (1920-2007), che ne diresse i lavori. L'8 settembre 1967, alla presenza di tutto il popolo di Magliano del parroco don Antonio Leopoldo, del vescovo mons. Francesco Minerva, del progettista ing. Eugenio Cagnazzo, in un'atmosfera di sentita fede e di grande entusiasmo, fu inaugurata e benedetta la nuova chiesa. La costruzione delle dimensioni di 13,8 metri per 6 risulta di struttura architettonica molto lineare, con una porta centrale, una trifora sul prospetto e due bifore ai lati dell'altare barocco, in alto.

### Frantoio semi-ipogeo
Fu edificato fra la seconda metà del XVIII e i primi anni del XIX secolo, ed è realizzato in conci di pietra calcarenitica (tufo) con copertura a botte. Si compone di un grande ambiente rettangolare centrale ai cui lati si addossano altri vani minori. Attualmente è in fase di ristrutturazione.

## Festeggiamenti
In onore dei santi patroni di Magliano, Madonna dell'otto settembre e San Vito Martire si celebrano nei giorni 7-8-9 settembre suggesstivi festaggiamneti. Ancora oggi come tre secoli fa i Maglianesi, con immutato amore e fede, la sera del 7 settembre, al canto del Rosario, portano in processione la statua della Madonna dalla Chiesa parrocchiale alla bella cappella della Natività in località bosco, ove verrà esposta per tutta la notte e il giorno successivo. Nel corso della notte i fedeli compresi i villeggianti e i forestieri fanno la "guardia" nella cappella che per la circostanza non si chiude, vegliando e pregando. Nel corso della serata si svolge la Sagra della Friseddha N'Capunata che si svolge dal 1986 su iniziativa del parroco di allora, don Vito Miglietta. Si tratta di una sagra gratuita dove si distribuisce la friseddha, tipico pane d'orzo della penisola salentina in abbinamento con olio e pomodoro. L'indomani mattina 8 settembre si celebrano nella mattinata le SS Messe con grande affluenza di popolo. Nel pomeriggio dello stesso giorno, dopo la tradizionale cuccagna, una devota processione riporta la statua della Madonna al paese, riccamente addobbato con luminarie. Nella giornata del 9 settembre si svolge la festa civile in paese con l'esibizione di un importante complesso bandistico.
Il 17 gennaio, con l'istituzione della piccola focara in onore di Sant'Antonio Abate si svolge inoltre la Sagra della Puccia.

## Sport

### Pallavolo femminile
L'A.S.D. Cupa Volley, con sede sociale nella frazione di Magliano, milita in serie D (per il secondo anno consecutivo), girone D, per la stagione 2015-2016 ed è attiva anche nel settore giovanile.